# How Heavy Are the Dumbbells You Lift?
How Heavy Are the Dumbbells You Lift? (ダンベル何キロ持てる？?, Danberu nan-kiro moteru?, lett. "Quanti chili di manubri riesci a tenere?") è un manga scritto da Yabako Sandrovich e disegnato da MAAM, serializzato sul sito Ura Sunday di Shogakukan e sull'app MangaONE dal 2016. I capitoli della serie sono stati raccolti in venti volumi tankōbon. Una serie televisiva anime ispirata al fumetto e prodotta da Doga Kobo è stata trasmessa su AT-X dal 3 luglio al 18 settembre 2019.

## Trama
Hibiki Sakura è una liceale del secondo anno dall'appetito insaziabile. Dopo che la sua migliore amica, Ayaka, le ha fatto notare che sta incominciando a prendere qualche chilo, decide riluttante di unirsi alla "Silverman Gym". In palestra scopre che anche una sua compagna, Akemi, ha intenzione di iscriversi. Dopo aver incontrato Naruzo Machio, il suo allenatore, Hibiki promette di impegnarsi nel sollevamento pesi e perdere peso.

## Personaggi

Da sinistra: Satomi Tachibana, Hibiki Sakura, Akemi Soryuin, Naruzō Machio, Zina Voyd e Ayaka Uehara.

### Personaggi principali
Hibiki Sakura (紗倉 ひびき?, Sakura Hibiki)
Doppiata da: Fairouz Ai
Una studentessa del secondo anno di liceo che si iscrive alla Silverman Gym per dimagrire. Purtroppo, a causa della mancanza di esercizio fisico regolare e delle sue pessime abitudini alimentari, tende ad affaticarsi facilmente e qualsiasi progresso ottenuto viene rapidamente vanificato. Tuttavia, con il progredire della serie, le sue condizioni migliorano lentamente e scopre di avere un talento nascosto per gli sport da combattimento. Ha anche un fratello che gestisce un ristorante yakiniku dove a volte dà una mano.
Akemi Soryuin (奏流院 朱美?, Sōryūin Akemi)
Doppiata da: Sora Amamiya
Coprotagonista dell'opera. È una popolare liceale del secondo anno della stessa scuola di Hibiki nonché presidente del consiglio studentesco. Proviene da una famiglia benestante ed eccelle nello sport e negli studi. Ha un fetish per i muscoli e si iscrive alla Silverman Gym principalmente per soddisfare questo desiderio, ed esprime spesso il desiderio che Hibiki e gli altri diventino macho. È la sorella minore di Shion Soryuin.
Ayaka Uehara (上原 彩也香?, Uehara Ayaka)
Doppiata da: Shizuka Ishigami
Liceale del secondo anno e migliore amica di Hibiki. Il suo hobby è guardare film insieme all'amica. Lei e sua sorella Nana sono le figlie di un ex pugile professionista che ha fondato la palestra Glory Gim, la quale ha ospitato diversi campioni mondiali tra cui Kaolan Wongsawat. Poiché suo padre ha insegnato loro a boxare fin da giovanissime, Ayaka è in ottime condizioni fisiche ed è una pugile di talento che, all'occorrenza, aiuta a gestire la palestra. Il suo allenamento è tale che riesce a praticare perfettamente lo shadowboxing e persino a eseguire la famigerata "Dragon Flag", nota per la sua estrema difficoltà.
Zina Voyd (ジーナ・ボイド?, Jīna Boido)
Doppiata da: Nao Tōyama
Membro della filiale di Mosca della Silverman Gym. Dopo aver perso contro Hibiki in una sfida di Arm Wrestling si dichiara sua rivale e si trasferisce in Giappone e nella sua stessa scuola, arrivando persino a farsi ospitare in casa sua senza permesso. Cerca sempre di mantenere un carattere stereotipato russo, nonostante sia in verità una grande otaku. È la nipote di Ivan Karov, personaggio minore di Kengan Ashura.
Satomi Tachibana (立花 里美?, Tachibana Satomi)
Doppiata da: Yui Horie
Insegnante di storia della scuola di Hibiki. È segretamente una famosa cosplayer sotto lo pseudonimo di "Yuria Riko". Anche lei decide di iscriversi in palestra per mantenersi in linea così da indossare i suoi costumi. Zina è stata la prima a scoprire la sua vita segreta essendo una fan di Yuria Riko.
Naruzo Machio (街雄 鳴造?, Machio Naruzō)
Doppiato da: Kaito Ishikawa
L'allenatore della Silverman Gym che allena regolarmente Hibiki e Akemi. Hibiki si innamora di lui a prima vista, e questo diventa la sua motivazione principale per iscriversi alla palestra. È un professionista dedito, gentile ed educato che spiega con pazienza gli esercizi alle ragazze e anche al lettore. Sebbene Machio non sembri diverso da un ragazzo normale, ha un fisico così grande e ben definito che quando flette i muscoli rivela una massa muscolare così grande da strapparsi letteralmente i vestiti, in netto contrasto con la sua faccia da bambino. Si scopre che era un compagno di classe del fratello di Hibiki e della sorella di Ayaka, e un discepolo di Harnold Dogegenchonegger.

### Personaggi di supporto
Harnold Dogegenchonegger (ハーンノルド・ドゲゲンチョネッガー?, Hānnorudo Dogegenchoneggā)
Doppiato da: Tesshō Genda
Una star del cinema americano di cui Hibiki e Ayaka sono grandi fan nonché il mentore di Machio. È una parodia di Arnold Schwarzenegger.
Nana Uehara (上原 ナナ?, Uehara Nana)
Doppiata da: Rina Satō
La sorella maggiore di Ayaka. Lavora come allenatrice alla Glory Gym.
Rumika Aina (愛菜 るみか?, Aina Rumika)
Doppiata da: Haruka Tomatsu
L'insegnante di Hibiki e Ayaka. Come Satomi, anche lei è segretamente una cosplayer.
Yakusha Kure (呉 夜叉?, Kure Yakusha)
Doppiata da: Sayaka Ohara
L'insegnante di Akemi e Gina, in ottime condizioni fisiche per una persona della sua età e per questo non ama essere definita "vecchia". È un membro della famiglia Kure ed è la madre di Karura.
Kutaro Deire (出入 苦多朗?, Deire Kutarō)
Doppiato da: Hiroyuki Yoshino
Un uomo che lavora come regista per una stazione televisiva.
Jason Sgatham (ジェイソン・スゲエサム?, Jeison Sugeesamu)
Doppiato da: Yuichi Nakamura
Il segretario di Harnold Dogegenchonegger. È una parodia di Jason Statham.

## Media

### Manga
How Heavy Are the Dumbbells You Lift? è scritto da Yabako Sandrovich e disegnato da MAAM. La serie è ambientata nello stesso universo della precedente opera di Sandrovich: Kengan Ashura. Ha iniziato la serializzazione sul sito Ura Sunday di Shōgakukan e MangaONE il 5 agosto 2016. Il manga è andato in pausa a ottobre 2023, ma ha ripreso nell'agosto 2024. Shōgakukan ha poi pubblicato i capitoli in formato tankōbon dal 19 dicembre 2016. Sono stati pubblicati venti volumi al 19 agosto 2024. Il manga per il pubblico inglese è edito da Seven Seas Entertainment. In Italia è inedito.

#### Volumi
| 1  | 19 dicembre 2016 | ISBN 978-4-09-127466-3 |
| 1  | Capitoli (traduzioni letterali dei titoli) - 1. Giuntura (入会?, Nyūkai) - 2. Bench Press (ベンチプレス?, Benchi Puresu, lett. "Panca piana") - 3. Squat (スクワット?, Sukuwatto) - 4. Stretch (ストレッチ?, Sutoretchi) - 5. Plank (プランク?, Puranku, lett. "Tavola") - 6. Lat Pulldown (ラットプルダウン?, Ratto Puru Daun) - 7. Cheat Day (チートデイ?, Chīto Dei, lett. "Giorno di sgarro") - 8. Dumbbell Curl (ダンベルカール?, Danberu Kāru, lett. "Curl con manubri") - 9. Front Press (フロントプレス?, Furonto Puresu, lett. "Pressatura frontale") - 10. Chest Press Machine (チェストプレスマシン?, Chesuto Puresu Mashin, lett. "Macchina per pressa toracica") - Bonus (おまけ?, Omake) |                        |
| 2  | 12 giugno 2017 | ISBN 978-4-09-127632-2 |
| 2  | Capitoli (traduzioni letterali dei titoli) - 11. Tips (ティップス?, Tippusu, lett. "Consigli") - 12. Barbie (バービー?, Bābī) - 13. Leg Curl (レッグカール?, Reggu Kāru, lett. "Curl con le gambe") - 14. Bicycle Crunch (バイシクルクランチ?, Baishikuru Kuranchi, lett. "Crunch in bicicletta") - 15. Tirare la corda (チンニング?, Chinningu) - 16. Sauna (サウナ?, Sauna) - 17. Arm Wrestling 1 (アームレスリング①?, Āmu Resuringu ichi, lett. "Braccio di ferro 1") - 18. Arm Wrestling 2 (アームレスリング②?, Āmu Resuringu ni, lett. "Braccio di ferro 2") - 19. Allenamento di reazione (反動トレーニング?, Handō Torēningu) - Bonus (おまけ?, Omake) |                        |
| 3  | 12 dicembre 2017 | ISBN 978-4-09-128050-3 |
| 3  | Capitoli (traduzioni letterali dei titoli) - 20. Manzo (牛肉?, Gyūniku) - 21. Gobbo (猫背?, Nekoze) - 22. Active Rest (アクティブレスト?, Akutibu Resuto, lett. "Riposo attivo") - 23. Deadlift (デッドリフト?, Deddo Rifuto, lett. "Stacco da terra") - 24. Skull Crusher (スカルクラッシャー?, Sukaru Kurasshā, lett. "Frantumatore di teschi") - 25. Posing (ポージング?, Pōjingu, lett. "In posa") - 26. Incline Bench (インクラインベンチ?, Inkurain Benchi, lett. "Panca inclinata") - 27. Scale (階段?, Kaidan) - 28. Street Workout (ストリートワークアウト?, Sutorīto Wākuauto, lett. "Allenamento in strada") - Bonus (おまけ?, Omake) |                        |
| 4  | 12 aprile 2018 | ISBN 978-4-09-128266-8 |
| 4  | Capitoli (traduzioni letterali dei titoli) - 29. Wrestler Bridge (レスラーブリッジ?, Resurā Burijji, lett. "Ponte del lottatore") - 30. Side Vents (サイドベント?, Saido Bento, lett. "Prese d'aria laterali") - 31. Calf Raises (カーフレイズ?, Kāfu Reizu, lett. "sollevamento polpacci") - 32. Allenamento di forza per le maratone (マラソン用の筋トレ?, Marason-yō no kintore) - 33. Hand Grip (ハンドグリッブ?, Hando Guribbu, lett. "Impugnatura a mano") - 34. Air Chair (空気椅子?, Kūki Isu, lett. "Sedia ad aria") - 35. Tube Training (チューブトレーニング?, Chūbu Toreēningu, lett. "Allenamento in tubo") - 36. Torneo (大会?, Taikai) - 37. Protein & Supplements (プロテイン&サプリメント?, Purotein Ando Sapurimento, lett. "Proteiene e integratori") - 38. Potere di perforazione (パンチ力?, Panchi ryoku) |                        |
| 5  | 19 ottobre 2018 | ISBN 978-4-09-128674-1 |
| 5  | Capitoli (traduzioni letterali dei titoli) - 39. Rilassamento muscolare progressivo (漸進的筋弛緩法?, Zenshinteki kinshikanhō) - 40. Tapis roulant (ルームランナー?, Rūmuran'nā) - 41. Ab Roller (アブローラー?, Abu Rōrā, lett. "Rullo addominale") - 42. Burn Machine (バーンマシン?, Bān Mashin, lett. "Macchina bruciante") - 43. Leg Press (レッグプレス?, Reggu Puresu, lett. "Pressa per le gambe") - 44. Static Stretching (静的ストレッチ?, Seiteki Sutoretchi, lett. "Stretching statico") - 45. Rassodamento delle ascelle (脇締め?, Waki shime) - 46. Wrist Curl (リストカール?, Risuto Kāru, lett. "Curl del polso") - 47. BDNF (BDNF?) - Bonus (おまけ?, Omake) |                        |
| 6  | 18 gennaio 2019 | ISBN 978-4-09-128756-4 |
| 6  | Capitoli (traduzioni letterali dei titoli) - 48. Come camminare in montagna (山の歩き方?, Yama no aruki kata) - 49. Rope Climbing (ロープクライミング?, Rōpu Kuraimingu, lett. "Arrampicata su corda") - 50. EMS Machine (EMS マシン?, EMS Mashin, lett. "Macchina EMS") - 51. Hip Thrust (ヒップスラスト?, Hippu Surasuto, lett. "Spinta dell'anca") - 52. Decline Bench Press (デクラインベンチプレス?, Dekurain Benchi Puresu, lett. "Panca piana declinata") - 53. Shrug (シュラッグ?, Shuraggu, lett. "Alzata di spalle") - 54. Push-ups (プッシュアップ?, Pusshu Appu, lett. "Sollevamento") - 55. Personal Training (パーソナルトレーニング?, Pāsonaru Torēningu, lett. "Allenamento personale") - 56. Abdominal Machine (アブドミナルマシン?, Abudominaru Mashin, lett. "Macchina addominale") |                        |
| 7  | 19 giugno 2019 | ISBN 978-4-09-129238-4 |
| 7  | Capitoli (traduzioni letterali dei titoli) - 57. Hammer Curl (ハンマーカール?, Hanmā Kāru, lett. "Curl a martello") - 58. Floor Press (フロアプレス?, Furoa Puresu, lett. "Pressa da pavimento") - 59. Swing (素振り?, Suburi) - 60. Plate Training (プレートトレーニング?, Purēto Torēningu, lett. "Allenamento con le piastre") - 61. Reverse Grip Bench Press (リバースグリップベンチプレス?, Ribāsu Gurippu Benchi Puresu, lett. "Panca piana con presa inversa") - 62. Slow Training (スロートレーニング?, Surō Torēningu, lett. "Allenamento lento") - 63. Circuito addominale (腹筋サーキット?, Fukkin Sākitto) - 64. Bulgarian Squat (ブルガリアンスクワット?, Burugarian Sukuwatto, lett. "Squat bulgaro") - Bonus (おまけ?, Omake) |                        |
| 8  | 8 agosto 2019 | ISBN 978-4-09-129375-6 |
| 8  | Capitoli (traduzioni letterali dei titoli) - 65. Acuità visiva dinamica (動体視力?, Dōtai shiryoku) - 66. Static Stretching (静的ストレッチ?, Seiteki Sutoretchi, lett. "Stretching statico") - 67. Drop Set (ドロップセット?, Doroppu Setto, lett. "Serie discendente") - 68. Dumbbell Shoulder Press (ダンベルショルダープレス?, Danberu Shorudā Puresu, lett. "Pressa per le spalle con manubri") - 69. Come migliorare il collo dritto (ストレートネック改善法?, Sutorēto Nekku kaizen-hō) - 70. Side Raise (サイドレイズ?, Saido Reizu, lett. "Alzata laterale") - 71. Bouldering (ボルダリング?, Borudaringu, lett. "Sassismo") - 72. Salti laterali ripetuti (反復横跳び?, Hanpuku yoko tobi) |                        |
| 9  | 10 aprile 2020 | ISBN 978-4-09-850092-5 |
| 9  | Capitoli (traduzioni letterali dei titoli) - 73. Front Squat (フロントスクワット?, Furonto Sukuwatto, lett. "Squat frontale") - 74. Respirazione addominale inversa (逆腹式呼吸?, Fukushikikokyū o gyaku ni suru) - 75. Lat Pulldown con peso corporeo (自重ラットプルダウン?, Jichō Ratto Puru Daun) - 76. Radial Flexion (ラジアルフレクション?, Rajiaru Furekushon, lett. "Flessione radiale") - 77. Finger Grip (フィンガーグリップ?, Fingā Gurippu, lett. "Presa per le dita") - 78. Reverse Grip Push Ups (リバースグリッププッシュアップ?, Ribāsu Gurippu Pusshuappu, lett. "Flessioni con presa inversa") - 79. Allenamento della gola (喉のトレーニング?, Nodo no Torēningu) - 80. French Press (フレンチプレス?, Furenchi Puresu, lett. "Tavola francese") - 81. Pike Press (パイクプレス?, Paiku Puresu, lett. "Pressa per luccio") - Bonus (おまけ?, Omake)                                                                            |                        |
| 10 | 12 agosto 2020 | ISBN 978-4-09-850219-6 |
| 10 | Capitoli (traduzioni letterali dei titoli) - 82. Agopressione (ツボ押し?, Tsubo-oshi) - 83. Side Hip Lift (サイドヒップリフト?, Saido Hippu Rifuto, lett. "Sollevamento laterale dell'anca") - 84. Lunge (ランジ?, Ranji, lett. "Affondo") - 85. Allenamento pressurizzato (加圧トレーニング?, Kaatsu Torēningu) - 86. Cossack Squat (コサックスクワット?, Kosakku Sukuwatto, lett. "Squat cosacco") - 87. HIIT (HIIT?) - 88. Farmers Walk (ファーマーズウォーク?, Fāmāzu Wōku, lett. "Passeggiata degli agricoltori") - 89. Corda per saltare (縄跳び?, Nawatobi) - 90. Hanging Leg Raise (ハンギングレッグレイズ?, Hangingu Reggu Reizu, lett. "Sollevamento della gamba appesa") - Bonus (おまけ?, Omake) |                        |
| 11 | 19 gennaio 2021 | ISBN 978-4-09-850436-7 |
| 11 | Capitoli (traduzioni letterali dei titoli) - 91. HMB (HMB?) - 92. Wrist Ball (リストボール?, Risuto Bōru, lett. "Palla da polso") - 93. Peck Fly (ペックフライ?, Pekku Furai, lett. "Mosca a macchina") - 94. Tire Flip (タイヤフリップ?, Taiya Furippu, lett. "Capovolgimento del pneumatico") - 95. Box Jump (ボックスジャンプ?, Bokkusu Janpu, lett. "Salto con la scatola") - 96. Narrow Bench Press (ナローベンチプレス?, Narō Benchi Puresu, lett. "Panca stretta") - 97. Kettlebell (ケトルベル?, Ketoruberu) - 98. Clean (クリーン?, Kurīn, lett. "Pulito") - 99. Hammer Training (ハンマートレーニング?, Hanmā Torēningu, lett. "Allenamento con il martello") - Bonus (おまけ?, Omake) |                        |
| 12 | 12 aprile 2021 | ISBN 978-4-09-850500-5 |
| 12 | Capitoli (traduzioni letterali dei titoli) - 100. Camion (手押し車?, Teoshi-sha) - 101. Pushdown (プッシュダウン?, Pusshu Daun, lett. "Spinta verso il basso") - 102. Shadowboxing (シャドーボクシング?, Shadōbokushingu) - 103. Neck Harness (ネックハーネス?, Nekku Hānesu, lett. "Imbracatura per il collo") - 104. Allenamento del collo (首のトレーニング?, Kubi no Torēningu) - 105. Spend Press (スペンドプレス?, Supendo Puresu, lett. "Tavola spesa") - 106. Towel Rowing (タオルローイング?, Taoru Rōingu, lett. "Asciugamano per canottaggio") - 107. Hip Extension (ヒップエクステンション?, Hippu Ekusutenshon, lett. "Estensione dell'anca") - 108. Ladder Training (ラダートレーニング?, Radā Torēningu, lett. "Formazione sulla scala") - Bonus (おまけ?, Omake) |                        |
| 13 | 11 agosto 2021 | ISBN 978-4-09-850665-1 |
| 13 | Capitoli (traduzioni letterali dei titoli) - 109. Registered Training (レジステッドトレーニング?, Rejisuteddo Torēningu, lett. "Formazione registrata") - 110. Balance Training (バランストレーニング?, Baransu Torēningu, lett. "Allenamento dell'equilibrio") - 111. Sissy Squat (シシースクワット?, Shishī Sukuwatto, lett. "Squat da femminuccia") - 112. Esercizi di rafforzamento muscolare (schiena) (強くなる筋トレ (背中)?, Tsuyokunaru-kin tore (senaka)) - 113. Esercizi di rafforzamento (gambe) (強くなる筋トレ (脚)?, Tsuyokunaru-kin tore (ashi)) - 114. Esercizi di rafforzamento (tronco) (強くなる筋トレ(体幹)?, Tsuyokunaru-kin tore (taikan)) - 115. Esercizi di rafforzamento (dita) (強くなる筋トレ (指)?, Tsuyokunaru-kin tore (yubi)) - 116. Cibi ad alto contenuto proteico (高タンパク食品?, Kō tanpaku shokuhin) - 117. Come migliorare il tuo lancio (ピッチング上達法?, Pitchingu jōtatsuhō) - Bonus (おまけ?, Omake) |                        |
| 14 | 10 dicembre 2021 | ISBN 978-4-09-850830-3 |
| 14 | Capitoli (traduzioni letterali dei titoli) - 118. Drawing In (ドローイン?, Dorōin, lett. "Disegnare") - 119. Finger Curl (フィンガーカール?, Fingā Kāru, lett. "Curl delle dita") - 120. Wood Chopper (ウッドチョッパー?, Uddo Choppā, lett. "Taglialegna") - 121. Battle Ropes (バトルロープ?, Batoru Rōpu, lett. "Corde da battaglia") - 122. Coffee (コーヒー?, Kōhī, lett. "Caffè") - 123. Double Split (ダブルスプリット?, Daburu Supuritto, lett. "Doppio Split") - 124. Rituale del sonno (入眠儀式?, Nyūmin gishiki) - 125. Dumbbell Floor Press (ダンベルフロアプレス?, Danberu Furoa Puresu, lett. "Presa a terra con manubri") - 126. Super Set (スーパーセット?, Sūpā Setto) - Bonus (おまけ?, Omake) |                        |
| 15 | 18 maggio 2022 | ISBN 978-4-09-851109-9 |
| 15 | Capitoli (traduzioni letterali dei titoli) - 127. Powerlifting (パワーリフティング?, Pawārifutingu, lett. "Sollevamento pesi") - 128. Superman Plank (スーパーマンプランク?, Sūpāman Puranku, lett. "Tavola di Superman") - 129. Stare su una gamba (片足立ち?, Kataashi tachi) - 130. Muscle Memory (マッスルメモリー?, Massuru Memorī, lett. "Memoria muscolare") - 131. Hanging Wiper (ハンギングワイパー?, Hangingu Waipā, lett. "Tergicristallo sospeso") - 132. Stretch delle spalle (肩のストレッチ?, Kata no Sutoretchi) - 133. Allenamento dei muscoli facciali (表情筋のトレーニング?, Hyōjōkin no Torēningu) - 134. Camminata sott'acqua (水中ウォーキング?, Suichū Wōkingu) - 135. Training Gear (トレーニングギア?, Torēningu Gia, lett. "Attrezzatura per l'allenamento") - Bonus (おまけ?, Omake) |                        |
| 16 | 19 luglio 2022 | ISBN 978-4-09-851199-0 |
| 16 | Capitoli (traduzioni letterali dei titoli) - 136. Manubrio regolabile (可変式ダンベル?, Kahenshiki Danberu) - 137. Abdominal Machine (アブドミナルマシン?, Abudominaru Mashin, lett. "Macchina addominale") - 138. Sospeso (ぶら下がり?, Burasagari) - 139. Flessioni con peso (加重腕立て伏せ?, Kajū udetatefuse) - 140. Scavo (穴掘り?, Ana hori) - 141. Stretch delle spalle (肩のストレッチ?, Kata no Sutoretchi) - 142. Abduction (アブダクション?, Abudakushon, lett. "Rapimento") - 143. Training Shoes (トレーニングシューズ?, Torēningu Shūzu, lett. "Scarpe da allenamento") - 144. Palestra privata (個室ジム?, Koshitsu Jimu) - Bonus (おまけ?, Omake) |                        |
| 17 | 19 dicembre 2022 | ISBN 978-4-09-851451-9 |
| 17 | Capitoli (traduzioni letterali dei titoli) - 145. Incline Arm Curl (インクラインアームカール?, Inkurain' Āmu Kāru, lett. "Curl delle braccia inclinato") - 146. PFC Balance (PFCバランス?, PFC Baransu, lett. "Equilibrio PFC") - 147. Panca piana per glutei (ケツ上げベンチプレス?, Ketsu Age Benchi Puresu) - 148. Every Bench (エブリベンチ?, Eburi Benchi, lett. "Ogni panchina") - 149. 5×5 Training (5×5トレーニング?, 5×5 Torēningu, lett. "Allenamento 5×5") - 150. Seated Shrug (シーテッドシュラッグ?, Shīteddo Shuraggu, lett. "Scrollata di spalle seduta") - 151. Treize (トゥレイズ?, Tureizu) - 152. Formazione parziale (部位鍛錬?, Bui Tanren) - 153. Spider Plank (スパイダープランク?, Supaidā Puranku, lett. "Tavola di ragno") - Bonus (おまけ?, Omake) |                        |
| 18 | 12 aprile 2023 | ISBN 978-4-09-852002-2 |
| 18 | Capitoli (traduzioni letterali dei titoli) - 154. Lunghezza dell'intervallo (インターバルの長さ?, Intābaru no nagasa) - 155. Cyclette (エアロバイク?, Earobaiku) - 156. Dumbbell Squats (ダンベルスクワット?, Danberu Sukuwatto, lett. "Squat con manubri") - 157. Hacklift (ハックリフト?, Hakkurifuto, lett. "Sollevamento pesi") - 158. Low Bar Squat (ローバースクワット?, Rōbā Sukuwatto, lett. "Squat con bilanciere basso") - 159. Hindu Push Up (ヒンズープッシュアップ?, Hinzū Pusshu Appu, lett. "Piegamenti sulle braccia indù") - 160. Pair Training (ペアトレーニング?, Peatorēningu, lett. "Allenamento in coppia") - 161. Fitness oscuro (暗闇フィットネス?, Kurayami Fittonesu) - 162. Bear Crawl (ベアクロール?, Beakurōru, lett. "Camminare con l'orso") - Bonus (おまけ?, Omake) |                        |
| 19 | 19 settembre 2023 | ISBN 978-4-09-852832-5 |
| 19 | Capitoli (traduzioni letterali dei titoli) - 163. Training Chain (トレーニングチェーン?, Torēningu Chēn, lett. "Catena di formazione") - 164. Arnold Press (アーノルドプレス?, Ānorudo Puresu, lett. "Panca Arnold") - 165. Dumbbell Fly (ダンベルフライ?, Danberu Furai, lett. "Volata con manubri") - 166. Preacher Curl (プリーチャーカール?, Purīchā Kāru, lett. "Curl del predicatore") - 167. Parallel Grip Chinning (パラレルグリップチンニング?, Parareru Gurippu Chin'ningu, lett. "Trazioni alla sbarra con presa parallela") - 168. Shoulder Roll (ショルダーロール?, Shorudā Rōru, lett. "Rotolamento delle spalle") - 169. Come applicare la forza (力のかけ方?, Chikara no kakekata) - 170. Potere di mantenimento (ホールド力?, Hōrudo ryoku) - 171. Sostituti della carne (代用肉?, Daiyōniku) - Bonus (おまけ?, Omake) |                        |
| 20 | 19 agosto 2024 | ISBN 978-4-09-853528-6 |
| 20 | Capitoli (traduzioni letterali dei titoli) - 172. Volume di allenamento sinistro e destro (左右のトレーニング量?, Sayū no Torēningu ryō) - 173. Russian Twist (ロシアンツイスト?, Roshian Tsuisuto, lett. "Colpo di scena russo") - 174. Muscle Up (マッスルアップ?, Massuru Appu, lett. "Aumentare la massa muscolare") - 175. Uncle Hop (アンクルホップ?, Ankuru Hoppu, lett. "Zio salto") - 176. Come ridurre il rischio di infortuni (怪我リスクの下げ方?, Kega Risuku no sage-kata) - 177. Sollevamento polpacci a corpo libero (自重カーフレイズ?, Jichō Kāfureizu) - 178. Reverse Snow Angel (リバーススノーエンジェル?, Ribāsu Sunō Enjeru, lett. "Angelo della neve invertito") - 179. Neck Flexion (ネックフレクション?, Nekku Furekushon, lett. "Flessione del collo") - 180. Jumping Lunge (ジャンピングランジ?, Janpingu Ranji, lett. "Affondo saltato") - Bonus (おまけ?, Omake)                                                     |                        |

#### Capitoli non ancora in formatotankōbon
Questa lista è suscettibile di variazioni e potrebbe essere incompleta o non aggiornata.

- 181. Bikini Contest (ビキニコンテスト?, Bikini Kontesuto, lett. "Concorso di bikini")
- 182. Spider Curl (スパイダーカール?, Supaidā Kāru, lett. "Curl ragno")
- 183. Cross Trainer (クロストレーナー?, Kurosu Torēnā, lett. "Ellittica")
- 184. Romanian Deadlift (ルーマニアンデッドリフト?, Rūmania Deddo Rifuto, lett. "Stacco rumeno")
- 185. Upright Row (アップライトロウ?, Appuraito Rou, lett. "Fila verticale")

### Anime
Un adattamento anime è stato annunciato il 15 gennaio 2019. La serie è stata prodotta da Doga Kobo e diretta da Mitsue Yamazaki, con Fumihiko Shimo per la composizione, Ai Kikuchi per il character design e Yukari Hashimoto come compositore della colonna sonora. L'anime è andato in onda dal 3 luglio al 18 settembre 2019 su AT-X, Tokyo MX, KBS, SUN e altri canali, per un totale di 12 episodi. La sigla di apertura Onegai Muscle (お願いマッスル?, Onegai massuru) è stata cantata da Hibiki Sakura (Fairouz Ai) e Naruzō Machio (Kaito Ishikawa), mentre la sigla di chiusura Macho A Name? (マッチョアネーム？?, Matcho a nēmu?) solo da Machio (Ishikawa).
Funimation comprò la licenza per la messa in onda della serie fuori dall'Asia. Dopo l'acquisto da parte di Sony di Crunchyroll, la serie è stata spostata lì. MediaLink detiene i diritti invece per la messa in onda in Asia sudorientale.
| Nº | Titolo italiano Giapponese 「Kanji」 - Rōmaji                                                    | In onda           | In onda |
| Nº | Titolo italiano Giapponese 「Kanji」 - Rōmaji                                                    | Giapponese        |         |
| 1  | Perché non provi un po' di allenamento della forza? 「筋トレやってみる？」 - Kintore yatte miru? | 3 luglio 2019     |         |
| 2  | Perché non assaggi un po' di proteine? 「プロテイン摂ってみる？」 - Purotein totte miru?         | 10 luglio 2019    |         |
| 3  | Anche la professoressa si è messa a dieta? 「先生もダイエットする？」 - Sensei mo daietto suru?  | 17 luglio 2019    |         |
| 4  | Hai passato una bella estate? 「夏休みいい事あった？」 - Natsuyasumi ii koto atta?               | 24 luglio 2019    |         |
| 5  | Qual è il tuo evento per la Giornata dello Sport? 「体育祭何に出る？」 - Taiikusai nani ni deru? | 31 luglio 2019    |         |
| 6  | Vuoi una nuova rivale? 「新しいライバルほしい？」 - Atarashii raibaru hoshii?                    | 7 agosto 2019     |         |
| 7  | Vuoi essere un'idol? 「アイドルになりたい？」 - Aidoru ni naritai?                               | 14 agosto 2019    |         |
| 8  | E se ci perdiamo? 「遭難したらどうする？」 - Sōnan shitara dōsuru?                               | 21 agosto 2019    |         |
| 9  | Avete mai visto un dio? 「神を見たことある？」 - Kami o mita koto aru?                           | 28 agosto 2019    |         |
| 10 | Vi piace il Natale? 「クリスマスはお好き？」 - Kurisumasu wa osuki?                              | 4 settembre 2019  |         |
| 11 | Che fate a Capodanno? 「お正月何してる？」 - O shōgatsu nani shiteru?                            | 11 settembre 2019 |         |
| 12 | Quanto pesa il tuo bilanciere? 「バーベル何キロ持てる？」 - Bāberu nan-kiro moteru?              | 18 settembre 2019 |         |

## Accoglienza

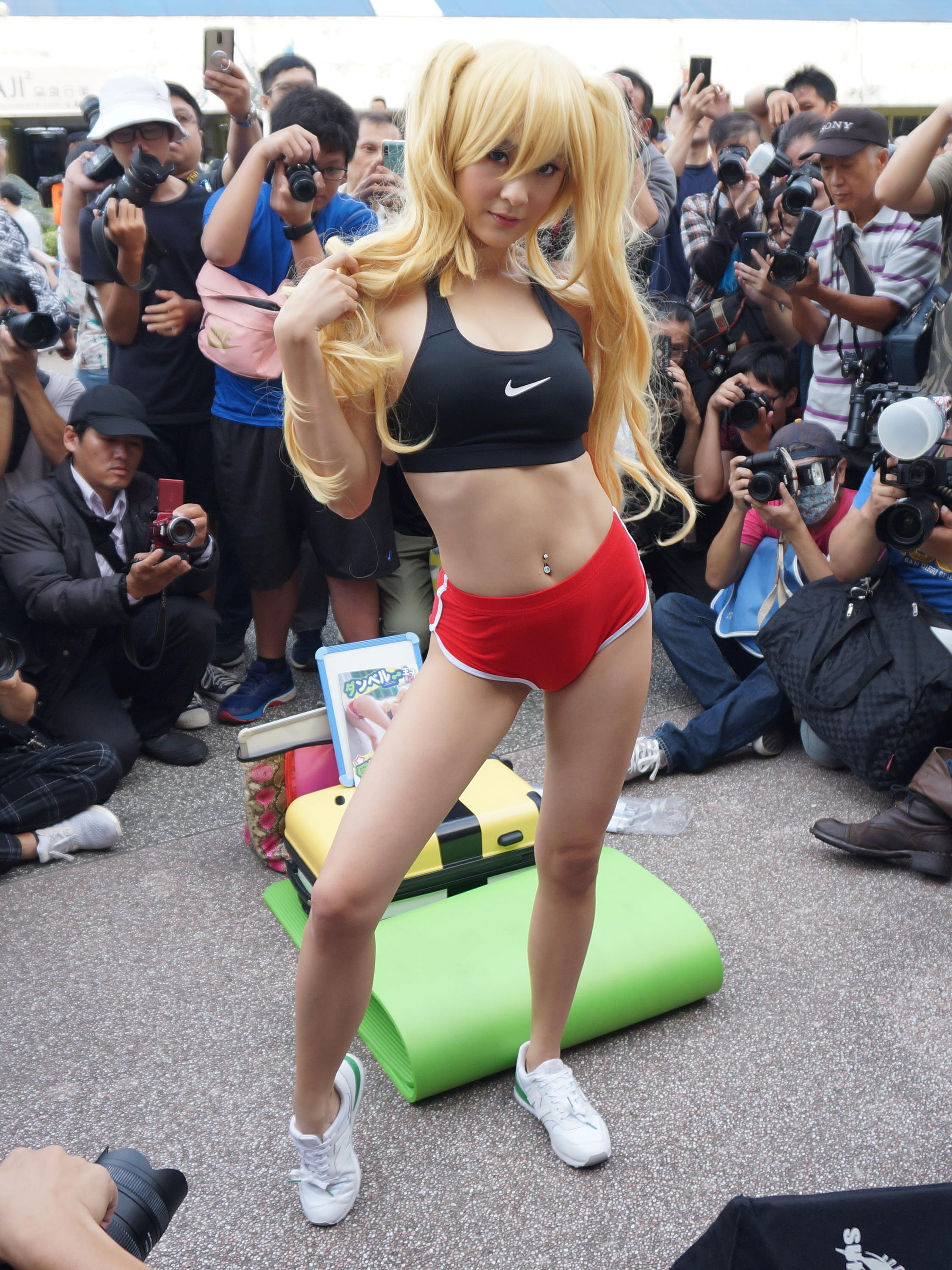
Cosplayer di Hibiki Sakura.

Gadget Tsūshin ha inserito diverse frasi della sigla di apertura e dei video di allenamento nella loro lista "anime buzzwords" del 2019.

### Riconoscimenti
| Anno | Premio                   | Categoria                     | Nomina per                            | Risultato | Note          |
| ---- | ------------------------ | ----------------------------- | ------------------------------------- | --------- | ------------- |
| 2019 | Shōgakukan Manga Award   | Premio Shōgakukan per i manga | How Heavy Are the Dumbbells You Lift? | Candidato | [ 37 ]        |
| 2020 | Crunchyroll Anime Awards | Miglior commedia              | How Heavy Are the Dumbbells You Lift? | Candidato | [ 38 ] [ 39 ] |
| 2020 | Crunchyroll Anime Awards | Best Boy                      | Naruzō Machio                         | Candidato | [ 38 ] [ 39 ] |